# Malcolm Milne
Malcolm Milne (* 5. November 1948 in Myrtleford, Victoria) ist ein ehemaliger australischer Skirennläufer. Er wurde in der Saison 1969/70 zum jeweils ersten Australier, der ein Weltcuprennen gewann und bei Weltmeisterschaften eine Medaille errang.

## Biografie
Vier Jahre nach dem Tod seines Bruders Ross Milne während der Olympischen Winterspiele 1964 gab Milne 1968 in Grenoble selbst sein Olympiadebüt. Im Abfahrtslauf fuhr der 19-Jährige unter 86 Startern auf Rang 19. Das war bis dahin bei weitem das beste Resultat, das ein Australier in der Geschichte der alpinen Wettbewerbe bei Olympischen Winterspielen erzielt hatte.
Im Dezember 1969 gewann Milne den Weltcupabfahrtslauf von Val-d’Isère. Damit war Milne der erste australische Skirennläufer, dem solch ein Erfolg gelang. Drei Monate später gewann er bei den Weltmeisterschaften in Gröden die Bronzemedaille in der Abfahrt.
Milne schloss sich für das Training der französischen Skinationalmannschaft an. Zwischen 1970 und 1972 platzierte er sich bei fünf Weltcupabfahrten unter den besten Zehn und galt als Mitfavorit für die Olympischen Winterspiele in Sapporo. Kurz vor Beginn der Spiele zog er sich jedoch im linken Knie eine Knorpelverletzung zu. Milne ging trotzdem an den Start. Mit der nach eigenen Aussagen „schlechtesten Leistung seines Lebens“ landete er weit abgeschlagen.
Nach den Olympischen Spielen wechselte er in den Profiskizirkus, schloss sich einem Team von Jean-Claude Killy an und ging überwiegend bei Parallelrennen an den Start.
Vor den Olympischen Spielen 2000 in Sydney wurde Milne eingeladen, die olympische Fackel durch seine Heimatstadt Myrtleford zu tragen, wo er mit Ehefrau Sherry und seiner Familie lebt. 2004 wurde er vom australischen Skiverband Ski & Snowboard Australia zum Ehrenmitglied ernannt. Der Verband zeichnete damit Milnes Beitrag für die Entwicklung des Wintersports in Australien aus.

## Weltcupsiege
| Datum            | Ort         | Land       | Disziplin |
| ---------------- | ----------- | ---------- | --------- |
| 14. Februar 1969 | Val-d’Isère | Frankreich | Abfahrt   |